# Arne Næss
Arne Dekke Eide Næss, norveški filozof, ekolog, plezalec in naravovarstvenik, * 27. januar 1912, Oslo, † 12. januar 2009.
Znan je bil kot najpomembnejši norveški filozof 20. stoletja in utemeljitelj t. i. globinske ekologije (ang. Deep Ecology).